# Finn (Frisone)
Finn, figlio di Folcwald, è un leggendario lord frisone menzionato nel Widsith, nel poema Beowulf e nel Frammento di Finnsburg. Esiste anche un Finn menzionato nella Historia Brittonum. Era sposato con Hildeburh, sorella del lord danese Hnæf, e fu ucciso in combattimento col luogotenente di Hnæf, Hengest. Hnæf fu invece ucciso dai frisoni.
Un possibile riferimento a una tradizione perduta su Finn compare nel Skáldskaparmál di Snorri Sturluson, in cui si parla dell'ostilità tra Eadgils e Onela (che compare anche nel poema Beowulf) e si dice che Aðils (Eadgils) era in guerra contro un re norvegese di nome Áli (Onela). Áli morì in guerra e Aðils prese l'elmo da battaglia e il cavallo Raven di Áli. I berserker danesi che lo avevano aiutato a vincere la guerra chiesero una ricompensa che Aðils rifiutò considerandola oltraggiosa. Finn è anche il personaggio centrale del Finn e Hengest, uno studio di J.R.R. Tolkien, edito da Alan Bliss e pubblicato postumo nel 1982.